# Smorșkî, Izeaslav
Smorșkî (în ucraineană Сморшки) este un sat în comuna Hrîstivka din raionul Izeaslav, regiunea Hmelnîțkîi, Ucraina.

## Demografie
Componența lingvistică a localității Smorșkî
     Ucraineană (99,68%)
     Alte limbi (0,32%)
Conform recensământului din 2001, majoritatea populației localității Smorșkî era vorbitoare de ucraineană (99,68%), existând în minoritate și vorbitori de alte limbi.